# Nedumbassery
Nedumbassery es una ciudad censal situada en el distrito de Ernakulam en el estado de Kerala (India). Su población es de 29706 habitantes (2011). Se encuentra a 33 km de Cochín y a 49 km de Thrissur.

## Demografía
Según el censo de 2011 la población de Nedumbassery era de 29706 habitantes, de los cuales 14726 eran hombres y 14980 eran mujeres. Nedumbassery tiene una tasa media de alfabetización del 94,73%, superior a la media estatal del 94%: la alfabetización masculina es del 96,52%, y la alfabetización femenina del 92,96%.